# Maria Francesca Giannetto

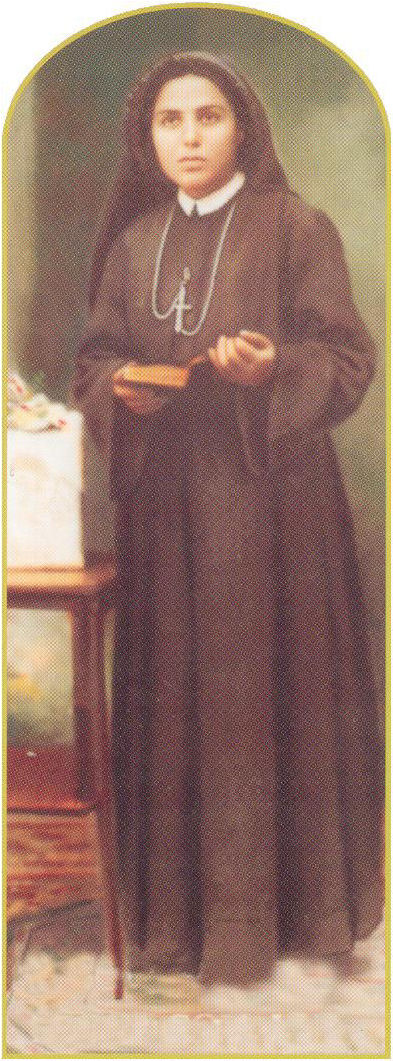
Siostra Maria Francesca Giannetto

Maria Francesca Giannetto (ur. 30 kwietnia 1902 w Mesynie, zm. 16 lutego 1930 tamże) — Służebnica Boża Kościoła katolickiego.

## Życiorys
Urodziła się w bardzo religijnej rodzinie; była czwartym z sześciorga dzieci. Wstąpiła do Instytutu Sióstr Maryi Niepokalanej w dniu 14 stycznia 1922 roku. Matka namawiała ją do powrotu do domu, ze względu na zły stan zdrowia, jednak Maria nie zgodziła się na to. W 1925 roku przeniosła się do Rzymu. Zmarła 16 lutego 1930 roku mając 27 lat, w opinii świętości. W 1989 rozpoczął się jej proces beatyfikacyjny.